# Ветерфорд (Оклахома)
Ветерфорд (англ. Weatherford) — місто (англ. city) в США, в окрузі Кастер штату Оклахома. Населення — 12 076 осіб (2020).

## Географія
Ветерфорд розташований за координатами 35°32′19″ пн. ш. 98°41′15″ зх. д. / 35.53861° пн. ш. 98.68750° зх. д. (35.538688, -98.687566). За даними Бюро перепису населення США в 2010 році місто мало площу 16,69 км², уся площа — суходіл.

## Демографія
Згідно з переписом 2010 року, у місті мешкали 10 833 особи в 4420 домогосподарствах у складі 2303 родин. Густота населення становила 649 осіб/км². Було 4802 помешкання (288/км²).
Расовий склад населення:
| - 82,4 % — білих - 5,7 % — корінних американців - 3,0 % — чорних або афроамериканців - 1,6 % — азіатів - 0,1 % — вихідців з тихоокеанських островів - 3,3 % — осіб інших рас |

До двох чи більше рас належало 3,9 %. Частка іспаномовних становила 7,5 % від усіх жителів.
За віковим діапазоном населення розподілялося таким чином: 19,0 % — особи молодші 18 років, 71,0 % — особи у віці 18—64 років, 10,0 % — особи у віці 65 років та старші. Медіана віку мешканця становила 25,0 року. На 100 осіб жіночої статі у місті припадало 98,1 чоловіків; на 100 жінок у віці від 18 років та старших — 98,7 чоловіків також старших 18 років.
Середній дохід на одне домашнє господарство становив 55 693 долари США (медіана — 39 257), а середній дохід на одну сім'ю — 68 175 доларів (медіана — 48 797). Медіана доходів становила 43 514 долари для чоловіків та 28 649 доларів для жінок. За межею бідності перебувало 21,0 % осіб, у тому числі 14,6 % дітей у віці до 18 років та 4,6 % осіб у віці 65 років та старших.
Цивільне працевлаштоване населення становило 6130 осіб. Основні галузі зайнятості: освіта, охорона здоров'я та соціальна допомога — 28,1 %, роздрібна торгівля — 13,6 %, мистецтво, розваги та відпочинок — 10,0 %, сільське господарство, лісництво, риболовля — 8,4 %.